# لیم جونگ هون
لیم جونگ هون (کره‌ای: 임종훈؛ زادهٔ ۲۱ ژانویهٔ ۱۹۹۷) تنیس‌باز اهل کره جنوبی است.
وی در مسابقات کشوری و بین‌المللی در مجموع برندهٔ ۱ مدال طلا، ۹ مدال نقره، ۷ مدال برنز شده است.